# Sobre la piedra blanca
Sobre la piedra blanca, subtitulada «Meditación novelada sobre la caída de los imperios y sugerente utopía futurista», es una novela de ficción, filosófica, histórica y utópico futurista de Anatole France publicada originalmente en francés como Sur la pierre blanche en el año 1905 por la editorial parisina Calmann-Lévy.
La novela se presenta en forma de diálogos filosóficos. Presenta a varios amigos cultos e inteligentes franceses, entre los antiguos vestigios del Foro Romano, hablando sobre el destino de los pueblos. Tratan temas como el estoicismo y la crítica, el racismo y el antisemitismo, la transformación del cristianismo y las etapas de la civilizaciones, con sus evoluciones a raíz de encuentros y desencuentros entre los diferentes pueblos. Abarca la evolución de la humanidad en su totalidad y esboza la posibilidad de la creación de unos Estados unidos federales mundiales. Termina con la descripción de un futuro ideal socialista-comunista en el año 2270, donde las jerarquías y desigualdades han desaparecido, hombres y mujeres son iguales, no existe el paro y el trabajo es liviano dejando tiempo para instruirse y aprender. También hace una incisión sobre los límites biológicos y temporales de la especie humana: la humanidad podrá desaparecer pero puede ser que dé como resultado otra especie tal vez más inteligente.